# Killer contro killers
Killer contro killers è un film del 1985 diretto da Fernando Di Leo.

## Trama
Un gruppo di criminali, capeggiato da Burton, viene ingaggiato da un potente industriale (denominato "Sua Eccellenza") per sottrarre una preziosa formula chimica. Eseguito il colpo, il committente decide di sbarazzarsi degli esecutori: sopravvivono però Sterling e Ferrari, che non esitano a vendicarsi.